# Kris Humphries
Pour les articles homonymes, voir Humphries.
Kristopher Humphries (plus généralement appelé Kris Humphries), né le 6 février 1985 à Minneapolis dans le Minnesota, est un joueur américain de basket-ball mesurant 2,06 m, et jouant au poste d'ailier fort.

## Carrière
Il commence à faire de la natation dès son plus jeune âge, mais renonce finalement à la natation à l'âge de 11 ans pour se consacrer au basket-ball. Il évolue au lycée à Hopkins High School. Avec son équipe il remporte le titre de meilleur joueur du pays. Il est également parmi les dix derniers joueurs à postuler au titre de Naismith Prep Player of the Year Award. Il est ainsi sélectionné dans l'équipe des 18 ans et moins qui remportent la médaille de bronze  lors du tournoi de qualification au Championnat du monde des 19 ans et moins de l'année suivante. Carmelo Anthony et Chris Bosh figurent parmi ses coéquipiers. Il présente une moyenne de 9 points, troisième derrière Anthony et Bosh, et 5,0 rebonds.
Il signe une lettre d'intention pour rejoindre les Blue Devils de l'université Duke. Toutefois, désirant jouer dans une université proche de son domicile, il est libéré de cette lettre par Mike Krzyzewski puis rejoint les Golden Gophers de l'université du Minnesota. Avec ceux-ci, il dispute 2 matchs pour des statistiques de 22,7 points, 10,1 rebonds, 10,7 passe en 34 minutes 1. Il est alors le premier débutant, ou freshman, de la Big Ten Conference à terminer en tête du classement des marqueurs et des rebondeurs. À l'issue de cette première saison en NCAA, il se déclare éligible pour la draft 2004.

### Jazz de l'Utah (2004-2006)
Il est sélectionné en quatorzième position par le Jazz de l'Utah.
Lors de sa première saison, il dispute 67 rencontres de phase régulière, dont quatre dans le cinq majeur et présente des statistiques de 4,1 points, 2,9 rebonds, 0,6 passe, 0,4 interception et 0,3 contre en 13 minutes.

### Raptors de Toronto (2006-2009)
Lors de l'intersaison, il rejoint les Raptors de Toronto avec Robert Whaley en échange de Rafael Araujo. Il dispute 60 matchs avec sa nouvelle franchise avec un temps de jeu proche des deux années différentes, 11 minutes, et des statistiques de 3,8 points, 3,1 rebonds et 0,3 passe. L'année suivante, ses statistiques sont sensiblement identiques avec 3,0 points, 2,5 rebonds, 0,5 passe, 0,4 interception en 10 minutes. Il dispute ses premiers matchs de play-offs dans une série qui oppose le Jazz au Nets du New Jersey, série finalement remportée quatre à deux par les Nets. Lors de ces six matchs, il joue 11 minutes 5, inscrit 1,5 point, capte 2,8 rebonds, et délivre 0,2 passe. Sa moyenne de points en saison régulière, 5,7, est alors sa meilleure depuis son arrivée en NBA.L'année suivante, il dispute encore trois matchs de play-offs lors de la série, perdue quatre à un, face au Magic d'Orlando. Il termine sa troisième saison dans l'Utah avec des statistiques de 3,9 points, 2,4 rebonds, 0,3 passe.

### Mavericks de Dallas (2009-jan. 2010)

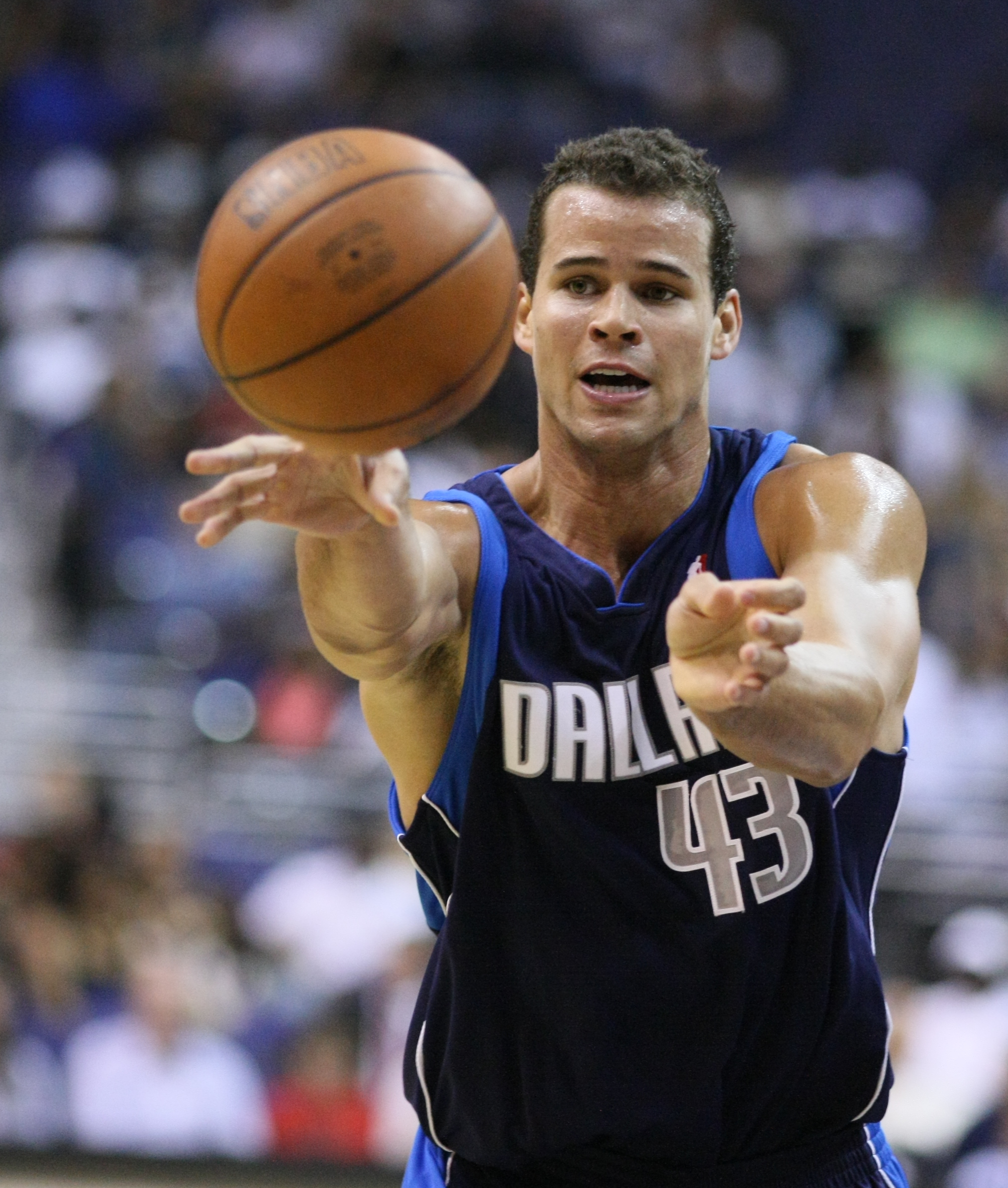
Kris Humphries sous le maillot de Dallas

En juillet 2009, il fait partie d'un échange impliquant quatre franchises et qui l'envoie chez les Mavericks de Dallas. Parmi les autres joueurs concernés dans l'échange, Shawn Marion rejoint également Dallas et Hedo Turkoglu rejoint Toronto. Il commence la saison avec sa nouvelle franchise en disputant 25 matchs, 5,2 points, 3,8 rebonds et 0,3 passe en 12 minutes 6.

### Nets du New Jersey (Jan. 2010-2013)
Le 11 janvier 2010, il est échangé avec Shawne Williams contre Eduardo Najera aux Nets du New Jersey. Pour ses premiers matchs avec sa nouvelle équipe, il inscrit 25 points, son record en carrière, dans une victoire qui met un terme à une série de onze défaites consécutives. Lors des 44 matchs qu'il dispute avec eux, il obtient 20 minutes 6, inscrit 8,1 points, 6,4 rebonds, 0,6 passe. La saison suivante, il dispute 75 matchs, dont 44 en tant que titulaire et présente des statistiques de 10 points, 10,4 rebonds, 1,1 passe et 1,1 contre. Il réalise sa meilleure performance dans la catégorie du rebond avec 23 prises lors d'une victoire en prolongation contre les Cavaliers de Cleveland.

### Celtics de Boston (2013-2014)
Le 27 juin 2013, ESPN annonce que les Nets du New Jersey et les Celtics de Boston travaillent sur un transfert qui pourrait envoyer Humphries et quatre autres joueurs (et trois futurs tours de draft) à Boston en échange de Kevin Garnett, Paul Pierce et Jason Terry. Ce transfert est officialisé le 12 juillet 2013.

### Wizards de Washington (2014-2016)
Le 19 juillet 2014, il est transféré aux Wizards de Washington en échange d'un second tour de draft 2015.

### Vie privée
Kris Humphries a rencontré Kim Kardashian en 2011 et se sont mariés en 2013 , leur mariage n'a duré que 72 jours

## Records sur une rencontre en NBA
Les records personnels de Kris Humphries, officiellement recensés par la NBA sont les suivants :
| Type de statistique        | Saison régulière | Saison régulière                                   | Saison régulière             | Playoffs | Playoffs                 | Playoffs      |
| Type de statistique        | Record           | Adversaire                                         | Date                         | Record   | Adversaire               | Date          |
| -------------------------- | ---------------- | -------------------------------------------------- | ---------------------------- | -------- | ------------------------ | ------------- |
| Points                     | 31               | Bucks de Milwaukee                                 | 12 mars 2012                 | 12       | @ Cavaliers de Cleveland | 4 mai 2016    |
| Paniers marqués            | 12               | Heat de Miami                                      | 16 avril 2012                | 4        | 3 fois                   |               |
| Paniers tentés             | 21               | Heat de Miami                                      | 7 janvier 2012               | 9        | Cavaliers de Cleveland   | 6 mai 2016    |
| Paniers à 3 points réussis | 5                | Magic d'Orlando                                    | 14 novembre 2015             | 2        | 2 fois                   |               |
| Paniers à 3 points tentés  | 8                | Magic d'Orlando                                    | 14 novembre 2015             | 4        | Cavaliers de Cleveland   | 8 mai 2016    |
| Lancers francs réussis     | 10               | @ Knicks de New York Sixers de Philadelphie        | 4 février 2012 23 avril 2012 | 4        | @ Cavaliers de Cleveland | 4 mai 2016    |
| Lancers francs tentés      | 12               | 3 fois                                             |                              | 6        | @ Nets du New Jersey     | 29 avril 2007 |
| Rebonds offensifs          | 9                | 3 fois                                             |                              | 3        | 4 fois                   |               |
| Rebonds défensifs          | 17               | Clippers de Los Angeles                            | 11 mars 2011                 | 6        | @ Cavaliers de Cleveland | 4 mai 2016    |
| Rebonds totaux             | 23               | @ Cavaliers de Cleveland                           | 23 mars 2011                 | 9        | @ Cavaliers de Cleveland | 4 mai 2016    |
| Passes décisives           | 5                | 3 fois                                             |                              | 1        | 6 fois                   |               |
| Interceptions              | 4                | @ Celtics de Boston Hornets de La Nouvelle-Orléans | 27 février 2010 3 avril 2010 | 1        | 4 fois                   |               |
| Contres                    | 5                | Hornets de La Nouvelle-Orléans Bulls de Chicago    | 3 avril 2010 17 mars 2011    | 3        | Cavaliers de Cleveland   | 8 mai 2016    |
| Balles perdues             | 6                | @ Kings de Sacramento                              | 31 mars 2012                 | 1        | 7 fois                   |               |
| Minutes jouées             | 54               | Raptors de Toronto                                 | 5 mars 2011                  | 24       | Nets du New Jersey       | 21 avril 2007 |

- Double-double : 84 (au 14/02/2017)
- Triple-double : aucun.